# Гарсиа Гранадос-и-Савала, Мигель
Мигель Гарсиа Гранадос-и-Савала (исп. Miguel García Granados y Zavala; 29 сентября 1810 — 8 сентября 1878) — гватемальский политик, президент страны с июня 1871 по июнь 1873. Был одним из самых влиятельных людей в истории Гватемалы XIX века.

## Биография
Родился 29 сентября 1809 года в городе Эль-Пуэрто-де-Санта-Мария (Испания) в богатой семье оружейников. Еще подростком уехал в Центральную Америку. 

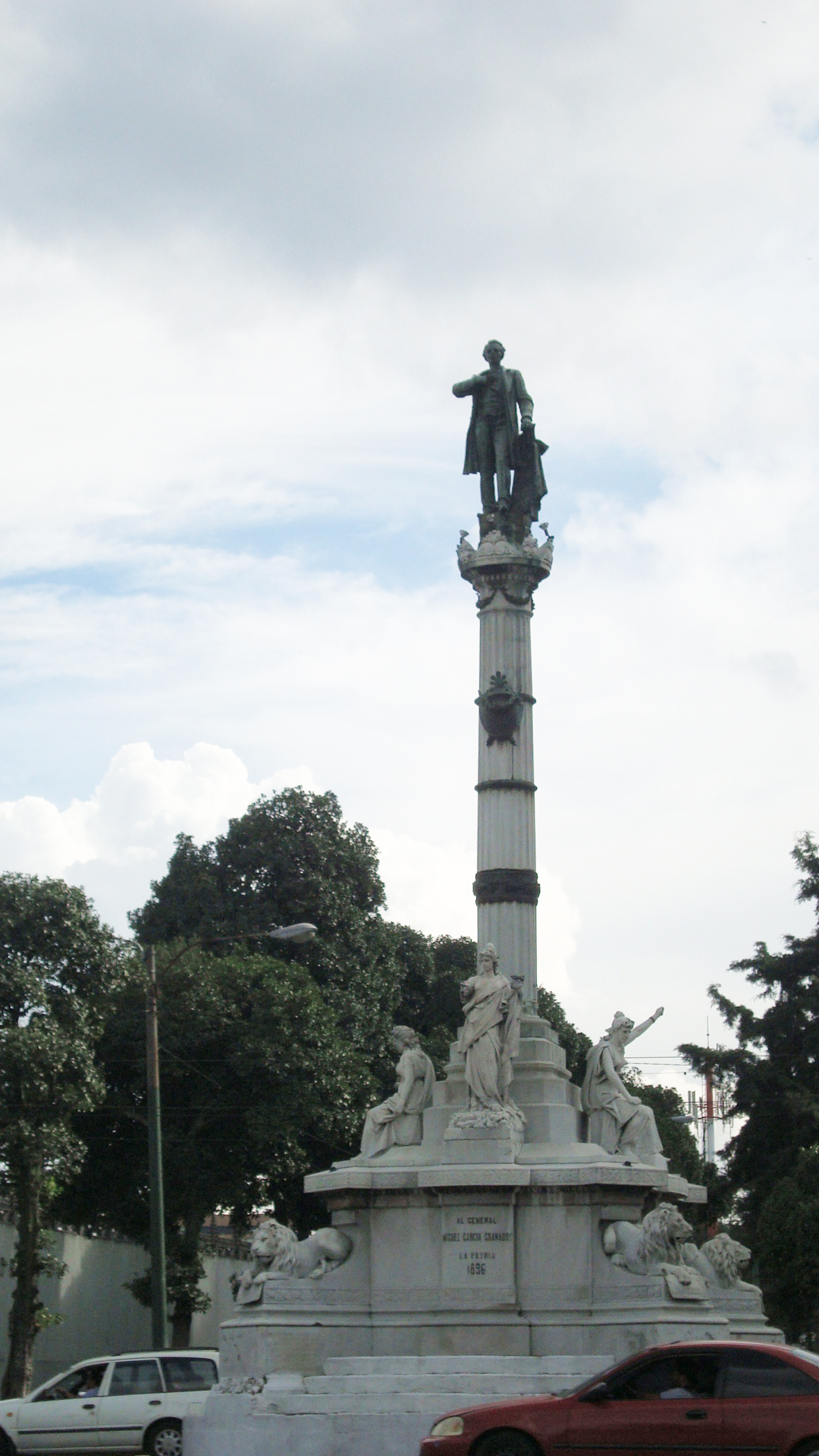
Памятник Гранадосу в городе Гватемале

В возрасте 23 лет он уже посетил некоторые страны Южной Америки, Европы, а также города Нью-Йорк и Филадельфию. Образование получил в столице Великобритании городе Лондоне.
В Гватемале Мигель Гарсиа Гранадос-и-Савала был известен как умеренный либерал. Он искал компромисс с Рафаэлем Каррера, а с его преемником, Висенте Серна Сандовалом, имел много общего. Вместе с тем, он поддержал выступления против правительства и был вынужден уехать из страны. По возвращении в Гватемалу стал лидером восстания против генерала Висенте Серны. После победы либерального движения занимал пост президента с 1871 до 1873 года. Несмотря на многочисленные трудности, Гарсиа Гранадос хотел построить правовое правительство. 
В 1871 был принят государственный флаг, вид которого практически сохранился до наших дней.
В 1872 году он возглавил вторжение в Гондурас, где провозгласил свободу прессы и выгнал иезуитов из властных структур.
Мигель Гарсиа Гранадос-и-Савала умер 8 сентября 1878 года в городе Гватемала.

## Семья
- сестра и теща — Мария Хосефа Гарсиа Гранадос — интеллектуалка, поэтесса.
- дочь — Мария Гарсия Гранадос-и-Саборио — муза Хосе Марти
- внук — Хорхе Гарсия Гранадос — гватемальский дипломат, посол Гватемалы в ООН и Израиле